# Parc Ariel Sharon
Parc Ariel Sharon (també anomenat: Ayalon Park) és un gran parc urbà públic que està previst que es construirà al sud de la Gush Dan, al voltant d'algunes de les plana d'inundació del riu Ayalon. El Riu Azor i la Riu Kofer estan connectats al riu a la zona del parc. Autopista 1 i autopista 44 córrer per la zona prevista del parc. El parc està previst que es va obrir l'any 2020 al sud de Tel-Aviv i també entre les ciutats de Holon, Azor i Ramat Gan. El parc està previst per a ser connectat al terminal Begin Menachem Parc al sud de Tel-Aviv i el Mikve Israel escola agrícola a Holon. El parc va ser un dels parcs més gran d'Israel i un dels més grans de l'Orient Mitjà.
Ja hi ha senders per s de la Bicicleta al parc.

## Antic Bnei Brak
A l'àrea del parc hi ha la ciutat vella de Bnei Brak, que s'esmenta en el llibre Hagadà al jueva Vacances de Péssah.

## Parc de reciclatge
Entre els anys 1952 i 1998, l'àrea es va utilitzar un abocament de residus escombriaire anomenada Hiriya. El 2002, el governant israelià va decidir rehabilitar el lloc i construir un gran parc al voltant de l'abocador amb un centre de reciclatge. El 2004, un Alemanya paisatge Arquitecte va guanyar el lloc per al nou disseny del lloc. El 2007, el Centre d'Estudis Ecològics va obrir al parc de reciclatge. El 2010, el parc de reciclatge va guanyar un premi de la Centre Europeu d'Arquitectura en la categoria d'arquitectura del paisatge al millor disseny verd per a aquest any.

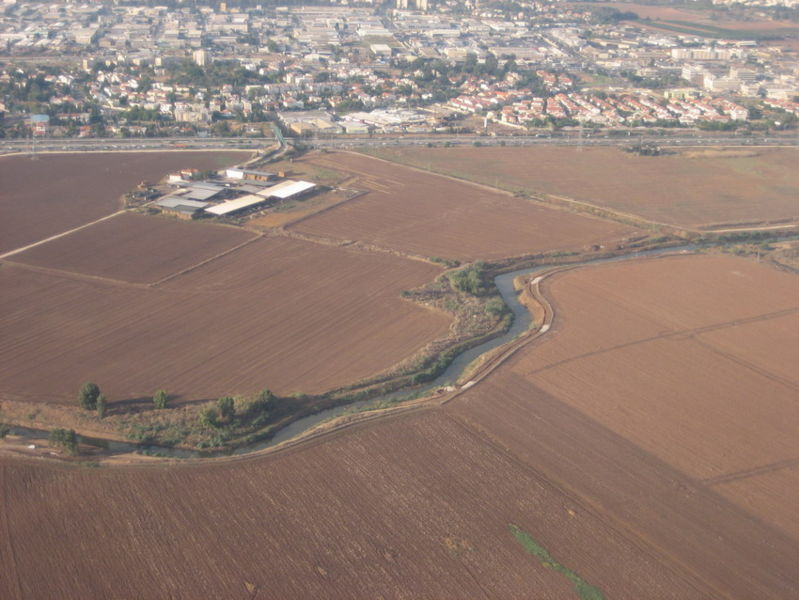
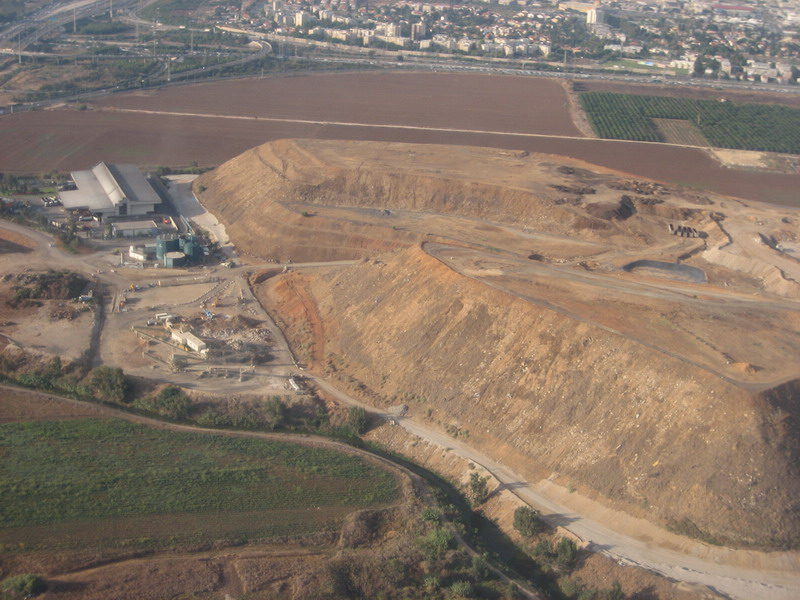